# La Pitaloza
La Pitaloza también escrito Pitalosa es un corregimiento del distrito de Los Pozos en la provincia de Herrera, República de Panamá. La población tiene 674 habitantes (2010).